# Jurij Petranhowski
Jurij Ihorowycz Petranhowski (ukr. Юрій Ігорович Петранговський; ur. 9 grudnia 1994 w Kijowie) – ukraiński hokeista, reprezentant Ukrainy.

## Kariera
- HK Szachcior 2 Soligorsk (2011-2012)
- Sokił Kijów (2012-2013)
- Mołoda Hwardija Donieck (2013-2014)
- MHK Junost' Mińsk (2014-2015)
- HK Krzemieńczuk (2015-2017)

Występował w ukraińskich rozgrywkach narodowych Profesionalna Chokejna Liha w barwach Sokiłu Kijów, a od 2013 w rosyjskich rozgrywkach MHL, najpierw w ukraińskim zespole Mołoda Hwardija Donieck, a od 2014 w białoruskim MHK Junost' Mińsk. Od sierpnia 2015 zawodnik HK Krzemieńczuk.
W barwach juniorskich reprezentacji Ukrainy uczestniczył w turniejach mistrzostw świata juniorów do lat 18 w 2012 (Dywizja IB), mistrzostw świata juniorów do lat 20 w 2012 (Dywizja IIA), 2013, 2014 (oba Dywizja IB). W kadrze seniorskiej uczestniczył w turniejach mistrzostw świata w 2013, 2015, 2016, 2017 (Dywizja I).

## Sukcesy
Reprezentacyjne
- Awans do MŚ do lat 20 Dywizji I Grupy B: 2012
- Awans do MŚ Dywizji I Grupy A: 2013, 2016

Klubowe
- Brązowy medal mistrzostw Ukrainy: 2013 z Sokiłem Kijów, 2016 z HK Krzemieńczuk
- Srebrny medal mistrzostw Ukrainy: 2017 z HK Krzemieńczuk

Indywidualne
- Mistrzostwa świata do lat 18 w hokeju na lodzie mężczyzn 2012 I Dywizja Grupa B:
  - Pierwsze miejsce w klasyfikacji strzelców turnieju: 5 goli[5]
  - Trzecie miejsce w klasyfikacji kanadyjskiej turnieju: 8 punktów[6]